# 쾌남아
"쾌남아"는 1970년 공개된 대한민국의 영화이다.

## 배역
- 김희라
- 남정임
- 김미정